# 帕萨赫斯
帕萨赫斯（西班牙語：Pasajes）是西班牙巴斯克自治区吉普斯夸省的一个市镇。总面积11平方公里，总人口15962人（2001年），人口密度1451人/平方公里。